# Cathédrale d'Ascoli Satriano
La cathédrale d'Ascoli Satriano est une église catholique romaine d'Ascoli Satriano, en Italie. Il s'agit d'une cocathédrale du diocèse de Cerignola-Ascoli Satriano.